# Chotoytaggstjärt
Chotoytaggstjärt (Schoeniophylax phryganophilus) är en fågel i familjen ugnfåglar inom ordningen tättingar.

## Utseende och läte
Chotoytaggstjärten är en säregen ugnfågel med rätt lång och spetsig stjärt samt gult och svart på hakan. Den är vidare rostbrun på hjässa och skuldror, beigefärgad på bröst och flanker, mörkstreckad på ryggen och vit i ett ögonbrynsstreck. Sången består av rätt mörka "cho" som accelererar mot slutet. 

## Utbredning och systematik
Chotoytaggstjärt placeras som enda art i släktet Schoeniophylax. Den delas in i två underarter:
- Schoeniophylax phryganophilus phryganophilus – förekommer från norra och östra Bolivia till södra Brasilien, Uruguay, Paraguay och norra Argentina
- Schoeniophylax phryganophilus petersi – förekommer i östra Brasilien (norra Minas Gerais och västra Bahia)

## Levnadssätt
Chotoytaggstjärten hittas i öppna områden med spridda träd och buskar, i flodnära snår och i ungskog.

## Status
Arten har ett stort utbredningsområde och beståndet anses stabilt. Internationella naturvårdsunionen IUCN listar den därför som livskraftig (LC).